# Herdmania armata
Herdmania armata är en sjöpungsart som beskrevs av Monniot 200. Herdmania armata ingår i släktet Herdmania och familjen lädermantlade sjöpungar. Inga underarter finns listade i Catalogue of Life.